# Hypothèse CLAW
L’hypothèse CLAW (acronyme des auteurs) repose sur la constatation de boucles de rétroaction entre les écosystèmes océaniques et le climat de la Terre. Formulée en 1987 par Robert Charlson, James Lovelock, Meinrat Andreae et Stephen Warren et leur article Oceanic phytoplankton, atmospheric sulphur, cloud albedo and climate publié dans la revue Nature, l'hypothèse propose que le phytoplancton, par l'intermédiaire du sulfure de diméthyle qu'il émet dans l'atmosphère, est un acteur majeur de la formation de nuage et que ses émissions conduisent à une boucle de rétroaction négative (negative feedback loop) lutant contre le phénomène de réchauffement climatique. Celle-ci serait alors à l'origine d'une stabilisation de la température de l'atmosphère terrestre. 

## Historique
En 1972, James Lovelock entreprend un voyage scientifique sur le navire le Shackleton ; son but est de mesurer la teneur atmosphérique en Sulfure de diméthyle (DMS), en des points différents du Globe.
Il conclut que les organismes marins ont un rôle de régulation dans la diffusion des DMS et publie la même année le premier article évoquant le mécanisme gaïen : « Gaia as seen through the atmosphere ». Avec d'autres scientifiques — Robert Charlson, Meinrat Andrea et Stephen Warren — Lovelock émet l'hypothèse « CLAW » (acronyme des noms des auteurs) qui postule qu'un réchauffement de l'atmosphère augmente les activités du phytoplanctons et donc les émissions de DMS. Le DMS, en s'oxydant dans l'atmosphère, forme de l'acide sulfurique qui contribuent à la formation d'aérosols et de noyaux de condensation de nuages qui sont impliqués dans la régulation climatique, via la formation de nuages et donc le changement de l'albédo,. Cela agirait donc comme une boucle de rétroaction négative, limitant le réchauffement climatique. Cette hypothèse s'inscrit plus largement dans l'hypothèse Gaïa formulée par Lovelock en 1970.
En 2006, dans le livre La revanche de Gaïa, Lovelock propose au contraire que l'hypothèse CLAW entrainerait une boucle de rétroaction positive, accélérant le réchauffement climatique.
L'hypothèse CLAW a beaucoup influencée la recherche dans de nombreux domaines mais elle a depuis été beaucoup critiquée, notamment pour sa simplicité et son manque de preuves en particulier sur le lien entre émission de DMS et formation des nuages.

## Sources
- (en) Cet article est partiellement ou en totalité issu de l’article de Wikipédia en anglais intitulé « CLAW hypothesis » (voir la liste des auteurs).